# Albert Micallef
Albert Micallef (ur. 23 listopada 1958) – maltański kolarz szosowy, olimpijczyk.
Na igrzyskach w Moskwie wystąpił w dwóch konkurencjach: w jeździe drużynowej na czas oraz w wyścigu indywidualnym ze startu wspólnego. W jeździe indywidualnej został zdyskwalifikowany, natomiast jazdę drużynową zakończył na 20. miejscu w stawce 23 drużyn. Jego drużynowymi partnerami byli: Joseph Farrugia, Carmel Muscat i Alfred Tonna. Miał wówczas 160 cm wzrostu.